# 11445 Fedotov
11445 Fedotov è un asteroide della fascia principale. Scoperto nel 1978, presenta un'orbita caratterizzata da un semiasse maggiore pari a 2,6430625 UA e da un'eccentricità di 0,1729996, inclinata di 12,86991° rispetto all'eclittica.